# Mittelschwaben
Mittelschwaben er et område i den tyske delstat Bayern. Det er området mellem Oberschwaben, Allgäu, Alb-Donau-Kreis og Augsburg-området. Begrebet Mittelschwaben blev opfundet i det 19. århundrede for at adskille områderne der blev slået sammen til Kongeriget Württemberg fra de som faldt under Kongeriget Bayern.

## Afgrænsning
Området er ikke formelt fastlagt, og det har været omstridt hvad der hører med, men
man kan omtrent sige at Mittelschwaben består af Landkreisene Unterallgäu, Neu-Ulm og Günzburg samt den kreisfri by Memmingen. Memmingen bliver dog også nogle gange regnet med til Allgäu eller Oberschwaben.